# MagyarBrands

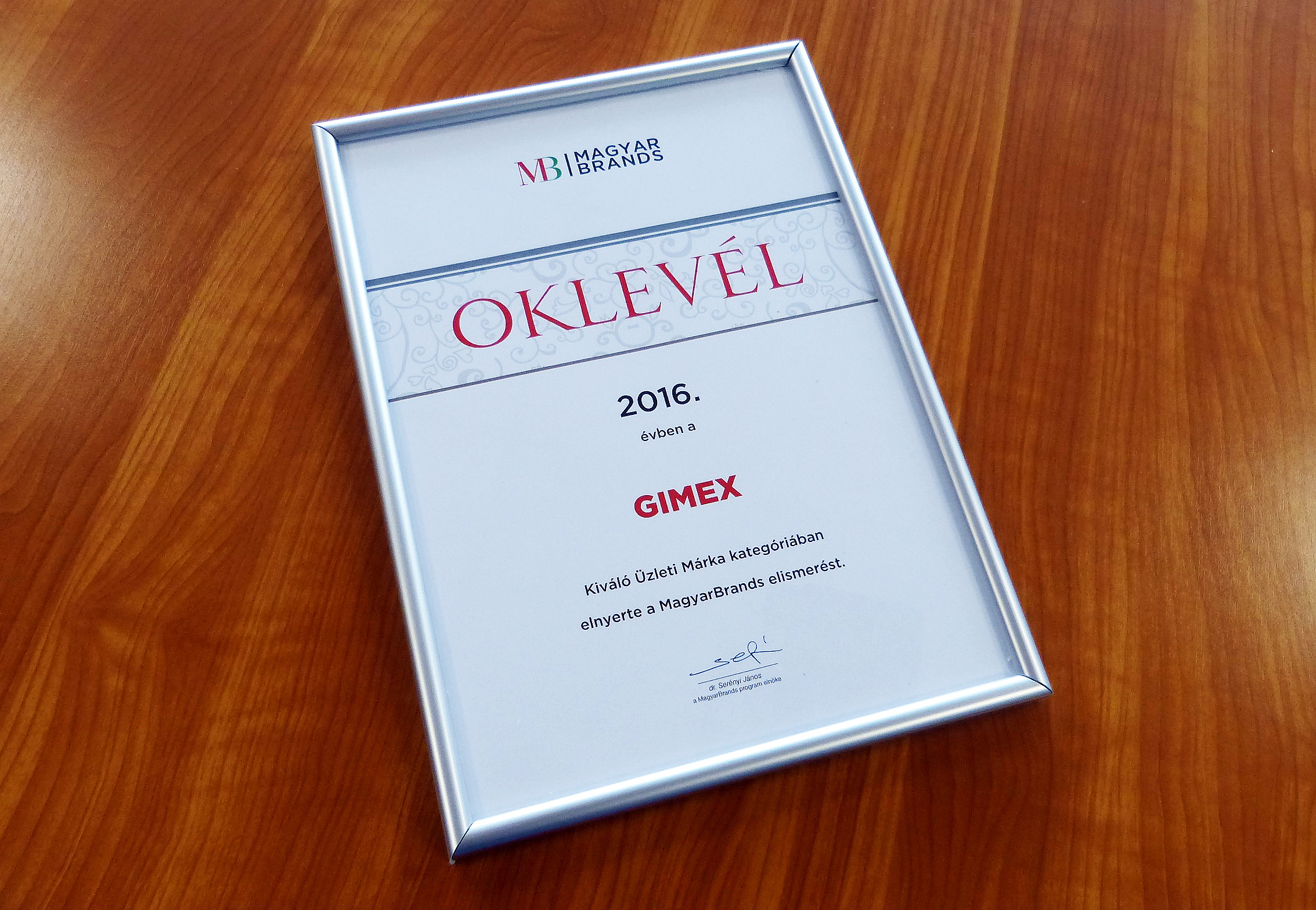
Egy Magyar Brands-oklevél, 2016-ból

A MagyarBrands (gyakran Magyar Brandsként említik) egy pályázat Magyarországon, amelynek célja magyar vonatkozású márkák díjazása. A MagyarBrands programot a Superbrands Magyarország Szakértői Bizottsága és vezetői 2010-ben indították el.
A MagyarBrands kiválasztásra egy márka nem kizárólag pályázati úton jelentkezhet, hanem a MagyarBrands Szakértői Bizottság zsűritagjai is jelölhetnek, és a kiválasztásban adatbázisok és az aktuális online kutatási eredmények is fontos szerepet kapnak.  Egy adott márka akár több kategóriában is elindulhat.

## Célja
- A MagyarBrands csak olyan márkákat díjaz, amelyek Magyarországon születtek vagy alapításukban magyarok vettek részt.[1]
- A MagyarBrands célja olyan magyar vonatkozású márkák díjazása, amelyek a magyar vállalkozások méltó képviselői lehetnek hazánkon kívül is.
- A MagyarBrands márkákhoz kapcsolt értékek olyan kézzelfogható előnyt jelentenek a magyar és nemzetközi piacon, amelyek révén a termékek megbízhatósága és elismertsége növekszik a vásárlók szemében.

## Az elbírálás
A MagyarBrands program szakértői egy komplex mutatószámot hoztak létre az összegezéseként azoknak a szempontoknak, amelyek közrejátszanak abban, hogy egy márka  hazainak és sikeresnek minősíthető legyen.
A díjazás kategóriái az idők során módosultak. A "Kiváló munkáltatói márka" csak a 2010-es évek vége felé csatlakozott a többi kategóriához.

## A díjazás kategóriái 2014-ben
- Az év fogyasztói márkája
- Az év üzleti márkája
- Az év legismertebb fogyasztói márkája
- Az év legismertebb üzleti márkája
- Az év legsikeresebb fogyasztói márkája
- Az év legsikeresebb üzleti márkája
- MagyarBrands Kultúráért Különdíj
- MagyarBrands Gyermekekért Különdíj
- MagyarBrands Innovációs Különdíj

## A díjazás kategóriái 2019-ben
- Kiváló üzleti márka
- Kiváló fogyasztói márka
- Innovatív márka
- Kiváló munkáltatói márka